# Spärrkrokmossa
Spärrkrokmossa (Drepanocladus polygamus) är en bladmossart som först beskrevs av Wilhelm Philipp Schimper, och fick sitt nu gällande namn av Lars Hedenäs. Spärrkrokmossa ingår i släktet krokmossor, och familjen Amblystegiaceae. Arten är reproducerande i Sverige.